# ابراهیم آک‌داغ
ابراهیم آک‌داغ (انگلیسی: İbrahim Akdağ؛ زادهٔ ۲۱ ژوئن ۱۹۹۱) بازیکن فوتبال اهل ترکیه است.
از باشگاه‌هایی که در آن بازی کرده‌است می‌توان به باشگاه فوتبال استانبول باشاک‌شهر اشاره کرد.